# Catherine Keener

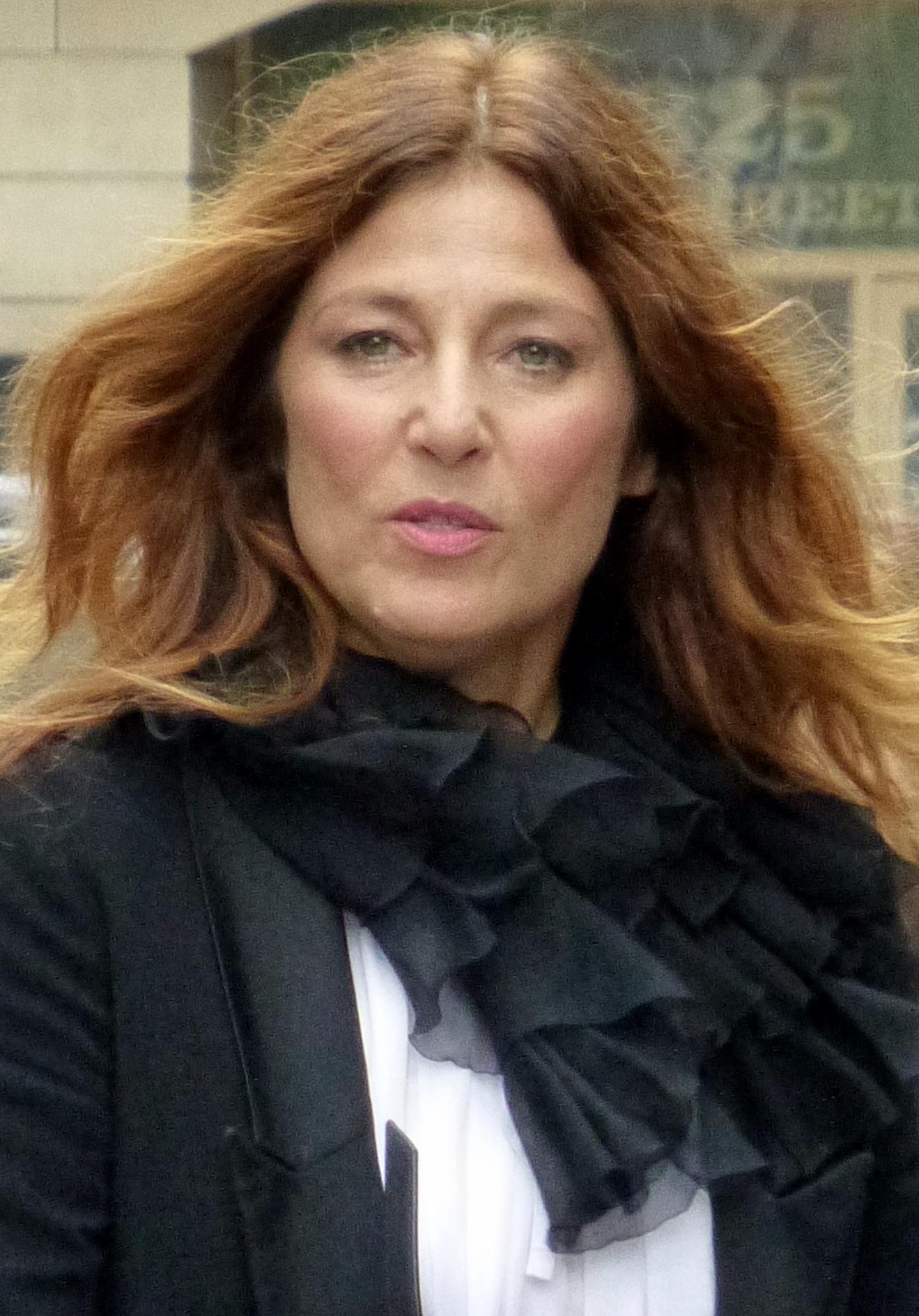
Catherine Keener (2014)

Catherine Keener (* 23. März 1959 in Miami, Florida) ist eine US-amerikanische Schauspielerin.

## Leben und Karriere
Keener besuchte die katholische Monsignor Edward Pace High School in Miami, danach studierte sie am Wheaton College in Massachusetts bis 1983 die Fächer Anglistik und Geschichte.
Keener spielte in zahlreichen Filmen, unter anderem 1998 in Out of Sight neben Jennifer Lopez, George Clooney, Dennis Farina und Michael Keaton. Für ihre Rolle in Being John Malkovich war sie 2000 als beste Nebendarstellerin für einen Academy Award nominiert. In dem Film Voll Frontal von Steven Soderbergh (2002) waren David Duchovny und Julia Roberts ihre Filmpartner.
Häufig übernimmt Keener Rollen in Independentfilmen. 2005 war sie in Capote als Schriftstellerin Harper Lee neben Philip Seymour Hoffman zu sehen. Für diese Darstellung war sie 2006 erneut als beste Nebendarstellerin für den Oscar nominiert.
Keener ist auch häufig in Fernsehrollen zu sehen. So spielte sie Gastrollen in Serien wie Seinfeld, L.A. Law und in Ohara. Außerdem wirkte sie in den Fernsehfilmen Haus der stummen Schreie, Curse of the Com People, Journeys North und Heroine of Hell mit.
Keener war ab 1990 mit Dermot Mulroney verheiratet, mit dem sie einen Sohn hat. Die Ehe wurde 2007 geschieden.

## Filmografie (Auswahl)
- 1986: Allison Tate (The Education of Allison Tate)
- 1986: Nochmal so wie letzte Nacht (About Last Night …)
- 1989: Camp der verlorenen Teufel (Survival Quest)
- 1990: Catchfire
- 1991: Switch – Die Frau im Manne (Switch)
- 1991: Johnny Suede
- 1992: Betty Lou – Der ganz normale Wahnsinn (The Gun in Betty Lou’s Handbag)
- 1993: The Cemetery Club
- 1995: Living in Oblivion
- 1996: Walking and Talking
- 1996: Run Off
- 1996: Box of Moonlight
- 1996: Haus der stummen Schreie (If These Walls Could Talk, Fernsehfilm)
- 1997: Echt Blond (The Real Blonde)
- 1998: Out of Sight
- 1998: Männer, Frauen und die Wahrheit über Sex (Your Friends & Neighbors)
- 1999: 8mm – Acht Millimeter (8MM)
- 1999: Simpatico
- 1999: Being John Malkovich
- 2001: Lovely & Amazing
- 2002: Adaption – Der Orchideen-Dieb (Adaptation.)
- 2002: Voll Frontal (Full Frontal)
- 2002: Tötet Smoochy (Death to Smoochy)
- 2002: S1m0ne
- 2005: The Ballad of Jack and Rose
- 2005: Die Dolmetscherin (The Interpreter)
- 2005: Jungfrau (40), männlich, sucht … (The 40 Year-Old Virgin)
- 2005: Capote
- 2006: Freunde mit Geld (Friends with Money)
- 2007: An American Crime
- 2007: Into the Wild
- 2008: Hamlet 2
- 2008: Inside Hollywood (What Just Happened)
- 2008: Synecdoche, New York
- 2008: Genova
- 2009: Der Solist (The Soloist)
- 2009: Wo die wilden Kerle wohnen (Where the Wild Things Are)
- 2010: Please Give
- 2010: Cyrus
- 2010: Percy Jackson – Diebe im Olymp (Percy Jackson & the Olympians: The Lightning Thief)
- 2010: Trust
- 2010: Nailed
- 2011: Die Tochter meines besten Freundes (The Oranges)
- 2011: Peace, Love & Misunderstanding
- 2012: Saiten des Lebens (A Late Quartet)
- 2013: Genug gesagt (Enough Said)
- 2013: Can a Song Save Your Life? (Begin Again)
- 2013: Die Croods (The Croods, Stimme von Udda)
- 2013: Captain Phillips
- 2013: Jackass: Bad Grandpa
- 2014: War Story
- 2014: Elephant Song
- 2014: How and Why (Fernsehfilm)
- 2015: Liebe ohne Krankenschein (Accidental Love)
- 2015: Show Me a Hero (Miniserie, 5 Episoden)
- 2016: Unless
- 2017: Get Out
- 2017: Wir gehören nicht hierher (We Don’t Belong Here)
- 2017: November Criminals
- 2018: Die Unglaublichen 2 (Incredibles 2, Stimme)
- 2018: Sicario 2 (Sicario: Day of the Soldado)
- 2018–2020: Kidding (Fernsehserie, 20 Folgen)
- 2020: No Future
- 2020: Die Croods – Alles auf Anfang (The Croods: A New Age, Stimme)
- 2021: Brand New Cherry Flavor (Fernsehserie, 8 Episoden)
- 2022: The Adam Project
- 2024: Joker: Folie à Deux

## Auszeichnungen und Nominierungen
- 1991: Johnny Suede: Nominierung—Independent Spirit Award, beste weibliche Hauptrolle
- 1996: Walking and Talking:
  - Nominierung—Independent Spirit Award, beste weibliche Hauptrolle
  - Nominierung—Chlotrudis Award, beste weibliche Hauptrolle
- 1999: Being John Malkovich
  - Chlotrudis Award, beste weibliche Nebenrolle
  - Florida Film Critics Circle Award, beste weibliche Nebenrolle
  - Kansas City Film Critics Circle Award, beste weibliche Nebenrolle
  - New York Film Critics Circle Award, beste weibliche Nebenrolle
  - Online Film Critics Society Award, beste weibliche Nebenrolle
  - Satellite Award, beste weibliche Nebenrolle
  - Southeastern Film Critics Association Award, beste weibliche Nebenrolle
  - Nominierung—Academy Award, beste weibliche Nebenrolle
  - Nominierung—Chicago Film Critics Association Award, beste weibliche Nebenrolle
  - Nominierung—Golden Globe Award, beste weibliche Nebenrolle
  - Nominierung—Las Vegas Film Critics Society Award, beste weibliche Nebenrolle
  - Nominierung—Saturn Award, beste weibliche Hauptrolle
  - Nominierung—Screen Actors Guild Award, beste weibliche Nebenrolle
  - Nominierung—Screen Actors Guild Award, bestes Ensemble
- 2001
  - Nominierung—Independent Spirit Award, beste weibliche Hauptrolle
  - Nominierung—Chlotrudis Award, beste weibliche Hauptrolle
  - Nominierung—Satellite Award: Beste weibliche Hauptrolle Musical oder Komödie
- 2005: The Ballad of Jack and Rose:
  - Boston Society of Film Critics Award, beste weibliche Nebenrolle
  - Los Angeles Film Critics Association Award, beste weibliche Nebenrolle
- 2005: The Interpreter: Los Angeles Film Critics Association Award, beste weibliche Nebenrolle
- 2005: The 40-Year-Old Virgin
  - Boston Society of Film Critics Award, beste weibliche Nebenrolle
  - Los Angeles Film Critics Association Award, beste weibliche Nebenrolle
- 2005: Capote
  - Boston Society of Film Critics Award, beste weibliche Nebenrolle
  - Chlotrudis Award beste weibliche Nebenrolle
  - Dallas-Fort Worth Film Critics Association Award, beste weibliche Nebenrolle
  - Los Angeles Film Critics Association Award, beste weibliche Nebenrolle
  - Toronto Film Critics Association Award, beste weibliche Nebenrolle
  - Nominierung—Academy Award, beste weibliche Nebenrolle
  - Nominierung—BAFTA Award, beste weibliche Nebenrolle
  - Nominierung—Broadcast Film Critics Association Award, beste weibliche Nebenrolle
  - Nominierung—Chicago Film Critics Association Award, beste weibliche Nebenrolle
  - Nominierung—Online Film Critics Society Award, beste weibliche Nebenrolle
  - Nominierung—Screen Actors Guild Award, beste weibliche Nebenrolle
  - Nominierung—Screen Actors Guild Award, bestes Ensemble
  - Nominierung—Washington DC Area Film Critics Association Award, beste weibliche Nebenrolle
- 2007: An American Crime
  - Nominierung—Golden Globe Award, beste Hauptrolle
  - Nominierung—Primetime Emmy Award, beste Hauptrolle
- 2007: Into the Wild
  - Nominierung—Broadcast Film Critics Association Award, beste weibliche Nebenrolle
  - Nominierung—Houston Film Critics Society Award, beste weibliche Nebenrolle
  - Nominierung—Screen Actors Guild Award, beste weibliche Nebenrolle
  - Nominierung—Screen Actors Guild Award, bestes Ensemble
- 2008: Synecdoche, New York
  - Gotham Award, bestes Ensemble
  - Independent Spirit Robert Altman Award
- 2009: Where the Wild Things Are
  - Nominierung—Saturn Award, beste weibliche Hauptrolle
- 2010: Please Give
  - Nominierung—Comedy Film Award, beste weibliche Hauptrolle
  - Nominierung—Gotham Award, bestes Ensemble
  - Nominierung—Satellite Award: Beste weibliche Hauptrolle Musical oder Komödie